# Tạ Ngọc Tân
Tạ Ngọc Tân (ur. 25 lipca 1985) – wietnamski zapaśnik w stylu klasycznym.
Złoty medalista igrzysk Azji Południowo-Wschodniej w 2009 i srebrny w 2011 roku. Zajął 35. miejsce na mistrzostwach świata w 2011. Dwunasty na igrzyskach azjatyckich w 2010. Dwa starty w mistrzostwach Azji, dziewiąty w 2011 i dwunasty w 2012 roku.